# Augustiner-Chorherrenstift Sagan

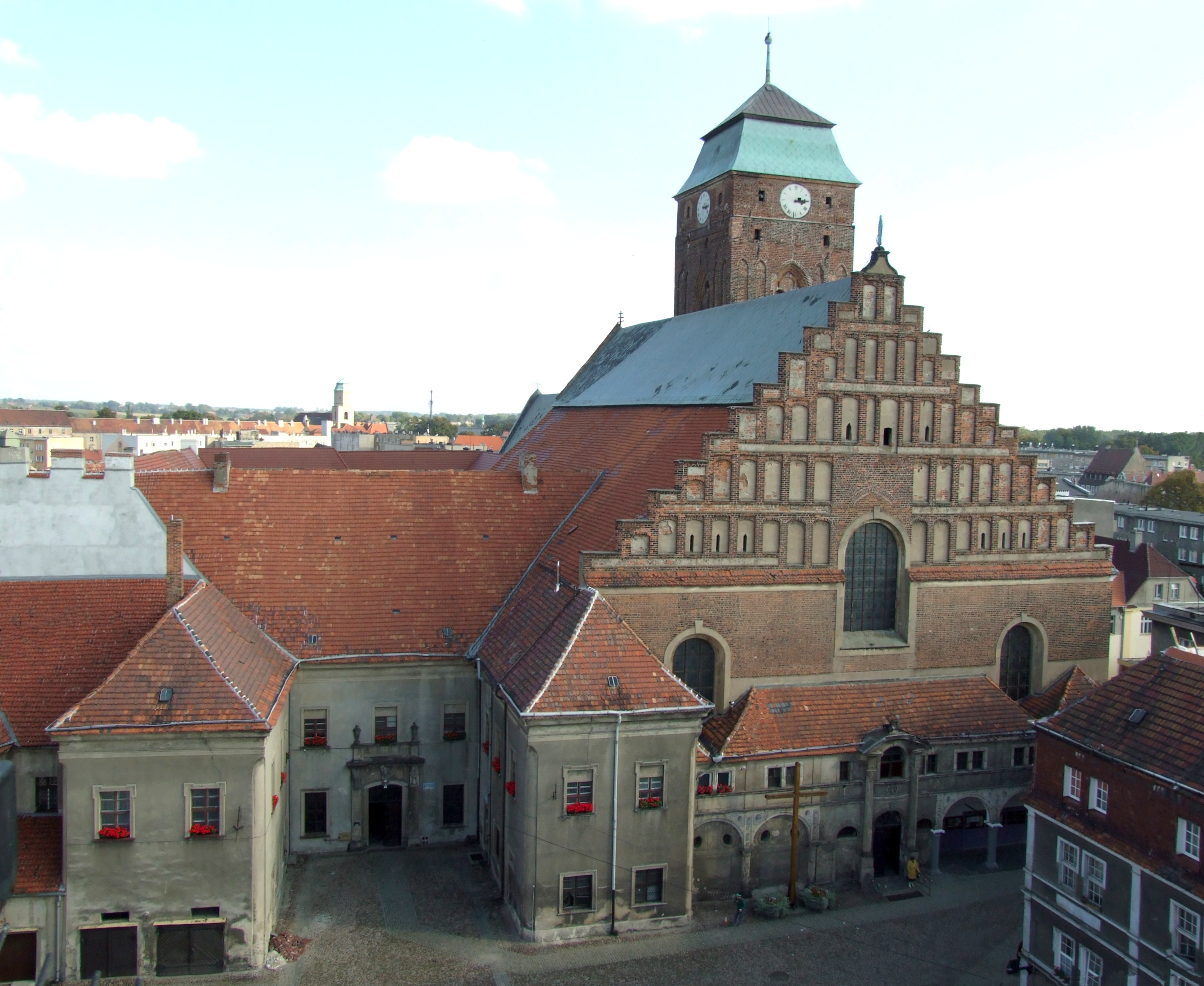
Pfarrkirche Mariä Himmelfahrt in Żagań (vormals Stiftskirche)

Das Augustiner-Chorherrenstift Sagan (lateinisch Collegium Canonicorum regularium sancti Augustini Zahanensis, polnisch Klasztor augustianów w Żaganiu, tschechisch Augustiniánský klášter v Zaháni) ist ein ehemaliges Augustiner-Chorherrenstift in Żagań (deutsch: Sagan) in Polen.
Das Kloster wurde im Jahre 1217 durch den schlesischen Herzog Heinrich I., der dem Geschlecht der Schlesischen Piasten entstammte, auf Bitten seiner Gemahlin, der später heiliggesprochenen Hedwig von Andechs, in Naumburg am Bober gegründet. Es gehörte zum Herzogtum Glogau und unterstand dem Breslauer Sandstift. Nachdem es in Naumburg keine günstigen Entwicklungsmöglichkeiten hatte, wurde es 1284 durch den Saganer Herzog Primko mit Zustimmung seiner Brüder Konrad und Heinrich nach Sagan verlegt. Beide Niederlassungen waren der Mutter Gottes geweiht und unterstanden der Kongregation von Arrouaise.
In Sagan entwickelte sich das Stift schon bald nach seiner Gründung zu einem kulturellen und gelehrten Mittelpunkt. Da mehrere Saganer Chorherren in Prag studiert hatten und nach ihrer Rückkehr am Stift wirkten, galt es als ein „Vorort der Gelehrsamkeit der Universität Prag“. Bedeutendster Abt war Ludolf von Sagan (1394–1422). Auch er hatte an der Karlsuniversität studiert und unterhielt zeitlebens Kontakte zu den böhmischen Augustiner-Chorherrenstiften, deren Mutterkloster das Augustiner-Chorherrenstift Raudnitz war. In seinen letzten Lebensjahren verfasste er die Stiftschronik „Catalogus abbatum Saganensium“ (Katalog der Äbte von Sagan), die nach Ludolfs Tod vom Prior Peter Weynknecht bis zum Jahre 1507 fortgeführt wurde.

## Geschichte
Nach der Übersiedlung der Chorherren von Naumburg nach Sagan im Jahre 1284 wurde die Saganer Pfarrkirche, die 1272 erstmals erwähnt worden war, zur Stiftskirche bestimmt. 1299 schenkte Herzog Konrad III. († 1304) dem Stift das von seinem Bruder Primko († 1289) erbaute Haus in der Nähe der Marienkirche, das nun als Konventgebäude diente. 1303 übergab er dem Stift auch das von Herzog Primko gestiftete Heiliggeistspital in Sagan. Die Schenkung wurde im gleichen Jahr vom Breslauer Bischof Heinrich von Würben bestätigt. Nach 1339 führte Abt Trudwin (1325–1347) wegen der von Papst Benedikt XII. erlassenen Konstitution „Ad decorem ecclesiae“, die eine Erneuerung des Ordens der Augustiner-Chorherren anstrebte, eine erste Reform des Stifts durch. Zudem förderte Trudwin die Bildung und die Pflege der Wissenschaften. Den Konventualen Hermann, der später Abt wurde, schickte er zum Rechtsstudium an die Universität Bologna, wo er u. a. die Ideen des Humanismus kennenlernen sollte und zu den Hörern des Rechtsgelehrten Johannes Andreae gehörte. Abt Nikolaus I. Weintrud (1365–1376) entsandte drei Konventualen zum Studium nach Erfurt und Prag. Zu Beginn und in den Hussitenkriegen gewährte Abt Ludolf den aus den böhmischen Chorherrenstiften geflohenen Chorherren Asyl im Saganer Stift. Unter den nachfolgenden Äbten stand die Fürsorge um die Bibliothek im Vordergrund, die zu einer der reichsten ausgebaut wurde. Zu Beginn des 16. Jahrhunderts haben Bibliothek und Skriptorium europäische Bedeutung erlangt.
Unter Abt Paul II. von „Lemberg“ (1522–1525) fand die Lehre Martin Luthers Eingang in die Stadt, wobei auch einige Konventuale zum Protestantismus übertraten, sich aber weiterhin zur Ordensregel bekannten. Während der Herrschaft der Wettiner, die in der zweiten Hälfte des 16. Jahrhunderts im Fürstentum Sagan die Reformation einführten, hatte das Stift Sagan schwer zu leiden. Zugleich wurde die Zugehörigkeit zu Schlesien gelockert. Während des Stadtbrands von 1730 wurden auch die Klostergebäude beschädigt. Nachfolgend wurden sie im Stil des Barock umgebaut. Die Stiftskirche wurde nach Entwurf des Architekten Martin Frantz neu errichtet. An der Ausstattung waren zahlreiche Künstler beteiligt, u. a. Johann Georg Urbansky. Die bis heute erhaltenen Malereien in der Bibliothek schuf Georg Wilhelm Neunhertz. Die 52 Abtportraits im Kapitelsaal mit historischen Szenen gab Abt Simon Th. Rihl in Auftrag.
Nach dem Ersten Schlesischen Krieg 1742 fiel das Stift zusammen mit dem Fürstentum Sagan an Preußen. Einer der bekanntesten Äbte war 1758–1778 Johann Ignaz von Felbiger. 1810 wurde das Stift säkularisiert. Die Stiftskirche wurde wieder zur Stadtpfarrkirche erhoben, die Stiftsgebäude wurden als katholisches Pfarrhaus und als Amtsgericht genutzt. Der größte Teil der wertvollen Stiftsbibliothek wurde der Universitätsbibliothek Breslau übergeben.
Nach dem Zweiten Weltkrieg 1945 gelangte Sagan, das nun in Żagań umbenannt wurde, zusammen mit dem größten Teil Schlesiens an Polen. Die gesamte Anlage des vormaligen Chorherrenstifts steht seit 1953 unter Denkmalschutz.

## Bedeutende Chorherren (Auswahl)
- Petrus von Liegnitz. 1377 erlangte er an der Karlsuniversität Prag das Baccalaureat, 1381 das Lizentiat. Als er von Abt Matthias I. zum Prior des Heiliggeistspitals ernannt wurde, war er der jüngste unter den Priestern des Stiftes. Trotzdem sollte er stellvertretend für den Abt eine Klosterreform durchführen. Nach dem Regierungsantritt des Abtes Ludolf erhielt er das Servitium zurück, fiel jedoch schon bald der Pest zum Opfer.
- Nikolaus von Oppeln, Stiftsprediger, wurde nach dem Tod des Abtes Matthias I. am 6. Oktober 1394 zu dessen Nachfolger gewählt, lehnte die Wahl jedoch ab.
- Johannes von Frankenstein, zeitweilig Sekretär des Kaisers Karl IV.; 1373 und 1379 an der Juristenuniversität nachweisbar.
- Martin, vor der Hussiten geflohener Chorherr aus Raudnitz. Begann 1422 (im Todesjahr des Abtes Ludolf) im Saganer Scriptorium mit der Abschrift und der Illumination eines Missales I F 349. Zwei Jahre später war die Arbeit abgeschlossen.
- Heinrich von Hannover, im Studienjahr 1373/1374 ist er erstmals in der Matrikel der „natio Saxonum“ an der Karlsuniversität belegt. 1377 Bakkalar, 1380 Lizentiat der artes. 1382 immatrikulierte er sich an der Justistenuniversität. 1395 ist er als Magister belegt. Um 1396 wurde er in Sagan eingekleidet.
- Johannes von Sternberg, stammte aus Sachsen. Studierte während der Regierungszeit des Abtes Matthias von Glatz in Prag. Dort erwarb er 1387 das Bakkalauriat und 1392 den akademischen Grad eines Magister artium. Am Stift hielt er Vorlesungen über das Vierte Buch der Sentenzen des Petrus Lombardus und über die Paulusbriefe. 1394 schrieb er eine Handschrift, in der sich u. a. das Breviloquium des Bonaventura fand. 1398 begleitete er den Abt Ludolf zu einer Disputation mit dem waldensischen Ketzer Stephan nach Breslau.
- Matthias I. von Pitschen (vorher Chorherr in Glatz), wurde von Abt. Johannes II. zum Propst des Heiliggeistspitals ernannt.
- Bernhard Fabri, Volks- und Sittenprediger[6][7][8] 1409 nahm er am Konzil von Pisa teil.
- Carl Ritter (* 1694 in Freiburg, Fürstentum Schweidnitz); nach theologischen Studien in Wien wurde er zum Priester geweiht und trat 1725 in den Saganer Konvent ein, wo er als Chorregent wirkte. Neben handschriftlichen Kompositionen, die sich in schlesischen Klöstern und im Musikalienverzeichnis des Breslauer Doms befanden, erschien 1727 in Augsburg ein Druck mit sechs Kantatenmessen.[9]
- Benedict Strauch (1724–1803), Prior, Novizenmeister und Verfasser zahlreicher theologischer Schriften.

## Äbte (nicht vollständig)
- ? Burkhard
- 1325–1347 Trudwin, führte die erste Klosterreform zur Hebung der Klosterzucht durch, förderte Bildung und Wissenschaften
- 1347–1351 Hermann, resignierte als Abt und wurde Propst des Heiliggeistspitals
- 1351–1365 Dietrich
- 1365–1376 Nikolaus I. Weintrud; hielt lateinische und deutsche Predigten; erwarb Grundbesitz für das Stift, vergoldete Tafeln für den Hochaltar und ein großes Missale. Verfasste mehrere medizinische und theologische Schriften. Ein während seiner Amtszeit entstandener Handschriftenband enthält deutsche Predigten für die Advents- und Weihnachtszeit.
- 1382–1390 Johannes II.
- 1390–1390 Nikolaus II. von Frankenstein predigte nach Ludolfs Chronik in Prag und Breslau und an anderen Orten. Wurde zum Abt gewählt, als er sich in Rom aufhielt. Eine Abordnung des Stifts erwartete ihn bei dessen Rückkehr in Prag, um seine Zustimmung zur Wahl einzuholen. Da er krank war, dauerte eine Regierungszeit nur gut ein halbes Jahr.
- 1394–1422 Ludolf von Sagan
- 1422 Heinrich Undirburg von Leslaw, begleitete Abt Ludolf zum Konzil von Pisa
- 1468–1489 Martin Rinkenberg